# Thomas Wilson Brown
Thomas Wilson Brown, född 27 december 1972 i Lusk, Wyoming, är en amerikansk skådespelare som började sin karriär vid elva års ålder då han spelade rollen som Augie i filmen Silverado. Han har även en roll i filmen Älskling, jag krympte barnen från 1989 där han spelar Russell "Little Russ" Thompson Jr..